# NGC 4738
NGC 4738 este o galaxie spirală situată în constelația Părul Berenicei. A fost descoperită în 1 martie 1851 de către William Parsons, 3rd Earl of Rosse⁠(d). Se află la o distanță de 73,45 de megaparseci de Pământ.